# Parasicyonis ingolfi
Parasicyonis ingolfi is een zeeanemonensoort uit de familie Actinostolidae.
Parasicyonis ingolfi is voor het eerst wetenschappelijk beschreven door Carlgren in 1942.